# Carl von Scheiding
Carl von Scheiding var en svensk adelsman och landshövding.

## Biografi
Carl von Scheiding var son till ståthållaren Otto von Scheiding och Margaretha von Masenbach. Han var ryttmästare och landshövding i Kexholms län. von Scheiding blev 18 augusti 1678 på ett parti under Skånska kriget, genomskjuten med två kulor, men klarade sig.
Han ägde gården Skedevid i Tjärstads socken.

### Familj
von Scheiding gifte sig med Beata Kagg. Hon var dotter till överstelöjtnanten Matts Nilsson Kagg och Margareta Ulf. De fick tillsammans barnen Carl von Scheiding och Magdalena von Scheiding. Beata Kagg hade tidigare varit gift med överstelöjtnanten Christer Rålamb.